# Aranaratxe
Aranaratxe (en basc, cooficialment en castellà Aranarache) és un municipi de Navarra, a la comarca d'Estella Oriental, dins la merindad d'Estella. Està situat entre els municipis de Larraona i Eulate. El nom potser prové del basc (h)aran aratz, vall bella; d'altres creuen que ve d'(h)aran atze que significa fons de la vall.

## Demografia
| Evolució demogràfica                                | Evolució demogràfica | Evolució demogràfica | Evolució demogràfica | Evolució demogràfica | Evolució demogràfica | Evolució demogràfica | Evolució demogràfica | Evolució demogràfica | Evolució demogràfica | Evolució demogràfica |
| 1996                                                | 1998                 | 1999                 | 2000                 | 2001                 | 2002                 | 2003                 | 2004                 | 2005                 | 2006                 | 2007                 |
| --------------------------------------------------- | -------------------- | -------------------- | -------------------- | -------------------- | -------------------- | -------------------- | -------------------- | -------------------- | -------------------- | -------------------- |
| 93                                                  | 91                   | 94                   | 95                   | 95                   | 93                   | 89                   | 85                   | 80                   | 79                   | 79                   |
| Fonts: Aranatxe i Institut d'Estadística de Navarra |                      |                      |                      |                      |                      |                      |                      |                      |                      |                      |